# Beverly Sills

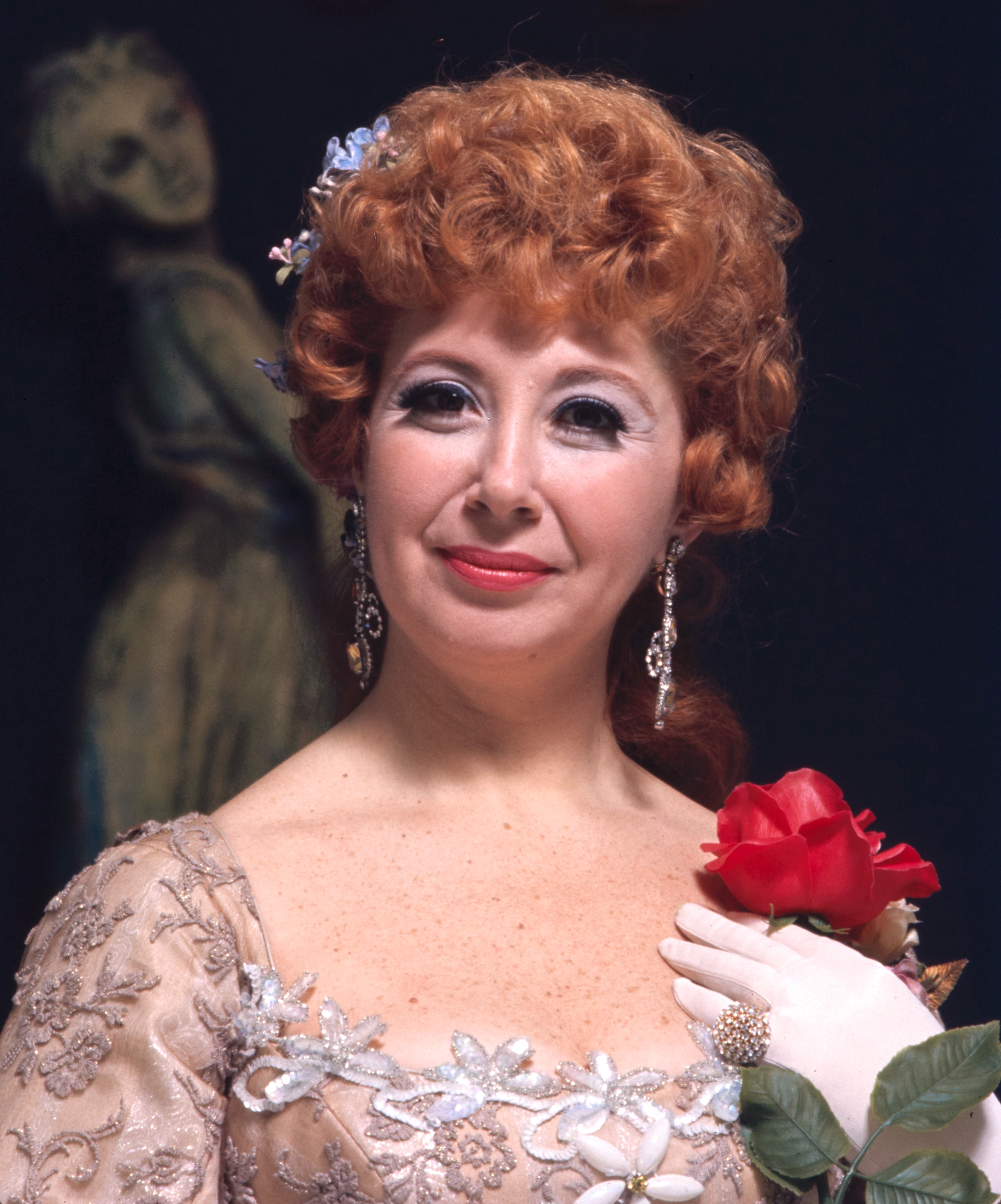
Beverly Sills, 1969

Beverly Sills (eigentlich Belle Miriam Silverman; * 25. Mai 1929 in New York City; † 2. Juli 2007 ebenda) war eine US-amerikanische Opernsängerin (Sopran), hauptsächlich bekannt in den 1960er und 1970er Jahren.

## Leben
Sills, die 1948 an der Civic Opera in Philadelphia debütierte, wurde für ihre Auftritte als Koloratursopran überall auf der Welt bekannt, auch ihre Aufnahmen sind berühmt. Nachdem sie 1980 in den Ruhestand eingetreten war, wurde sie General Manager der New York City Opera. 1996 erhielt sei einen Heinz Award, 1998 wurde sie in die American Academy of Arts and Sciences gewählt. Im Jahr 1994 wurde sie Vorsitzende des Lincoln Center und 2002 der Metropolitan Opera. Sills engagierte sich karitativ für die Vorsorge und Behandlung von Geburtsdefekten.
Privat hatte der gefeierte Star mehrere Schicksalsschläge zu verkraften. Ihre Tochter Meredith (Muffy) (* 1959) ist schwerst hörbehindert, der Sohn Peter jr. (* 1961) lebt seit seinem sechsten Lebensjahr in einem Heim für geistig Behinderte. Sills Ehemann Peter Buckley Greenough starb im September 2006 – kurz vor dem 50. Hochzeitstag des Paares. Sills starb 2007 im Alter von 78 Jahren.

## Diskografie (Auswahl)
- Giulio Cesare in Egitto, 1966
- Roberto Devereux, 1969
- Manon, 1970
- Lucia di Lammermoor, 1970
- Maria Stuarda, 1971
- La traviata, 1971
- Les Contes d'Hoffmann, 1972
- Anna Bolena, 1972
- I puritani, 1973
- I Capuleti e i Montecchi, 1975
- Der Barbier von Sevilla, 1975

## Werke
- Beverly Sills: Bubbles. A Self-Portrait. Warner Books, New York NY 1976, ISBN 0-446-81520-9.
- Beverly Sills (mit Lawrence Linderman): Beverly. An Autobiography. Bantam Books, Toronto u. a. 1987, ISBN 0-553-05173-3.